# 1819 en photographie
| Années de la photographie : 1816 - 1817 - 1818 - 1819 - 1820 - 1821 - 1822    |
| Décennies de la photographie : 1780 - 1790 - 1800 - 1810 - 1820 - 1830 - 1840 |

Cet article présente les faits marquants de l'année 1819 en photographie.

## Événements
- John Herschel décrit l'action du thiosulfate de sodium, alors appelé hyposulfite de sodium, sur les sels d'halogénures d'argent, autrement insolubles, et son utilité en tant que fixateur des images photographiques ; il publie cette découverte dans un article : « On the Hyposulphurous Acid and its Compounds » dans The Edinburgh Philosophical Journal.

## Naissances
- 8 janvier : Louis-Joseph Ghémar, lithographe, peintre et photographe belge, mort le 11 mai 1873.
- 17 mars : René Dagron, photographe et inventeur français, mort le 13 juin 1900.
- 28 mars : 
  - Eugène Disdéri, photographe français, mort le 4 octobre 1889.
  - Roger Fenton, photographe anglais, le premier photographe de guerre, mort le 8 août 1869.
- mars : Ruperto López de Alegría, sculpteur et photographe espagnol, mort en 1878.
- 18 avril : Ferdinand Tillard, photographe français, mort le 4 février 1884.
- 19 avril : Aimé Laussedat, officier du génie français, professeur d’astronomie et de géodésie à l’École polytechnique, inventeur de la photogrammétrie, mort le 19 mars 1907.
- 20 juillet : Edmond Fierlants, photographe belge, mort le 21 décembre 1869.
- 5 août : Sergueï Levitski, photographe russe, mort le 10 juin 1898.
- 29 août : Alphonse Poitevin, ingénieur chimiste et photographe français, mort le 4 mars 1882.
- 22 septembre : Thomas Sutton, inventeur et photographe anglais, mort le 19 mars 1875.
- 17 décembre : Louis de Lucy-Fossarieu, photographe, inventeur et pionnier de l'aviation français, mort le 3 janvier 1892.
- 23 décembre : George N. Barnard, photographe américain, connu pour ses photographies de la guerre de Sécession, mort le 4 février 1902.
- Date précise non renseignée ou inconnue : 
  - José Albiñana, photographe espagnol, mort en 1879.
  - Charles Clifford, photographe britannique, actif en Espagne, mort le 3 janvier 1863.
  - Benito Panunzi, photographe italien, actif en Argentine, mort en 1894.
  - Jesse Harrison Whitehurst, photographe portraitiste américain, mort en 1875.